# Маскаль, Максим Викторович
Макси́м Ви́кторович Маска́ль (род. 14 июля 1981, Усть-Илимск) — российский писатель, работающий в жанрах ужасов, мистики, триллера и фантастики.

## Биография
Автор произведений в жанре фантастики, ужасов, мистики.
Родился 14 июля 1981 года в городе Усть-Илимск. Вырос в республике Хакасия, в городе Абаза. Долгое время жил в Новосибирске. В настоящее время проживает в городе Ейск. Женат.
Закончил Сибирскую академию государственной службы по специальности «Связи с общественностью». Работал охранником на складе куриных полуфабрикатов, журналистом в газете о здоровом образе жизни, редактором рекламного журнала. Писал статьи для популярных изданий, в том числе мужского журнала Maxim. С 2005 года — сетевой журналист, редактор информационных порталов. С 2012 года — SMM-специалист.
Повести и рассказы опубликованы в альманахе Бориса Стругацкого «Полдень XXI век», журналах «Супертриллер», «Сибирские огни», газете «Вечерний Новосибирск».

В своих произведениях не раз обращался к легендам и мифам Хакасии.
Член литературного общества «Тьма».
С апреля 2008 года — участник литературного семинара Геннадия Прашкевича.